# Saint-Germain-des-Essourts
Pour les articles homonymes, voir Saint-Germain.
Saint-Germain-des-Essourts est une commune française, située dans le département de la Seine-Maritime en région Normandie.

## Géographie
| Longuerue         | Vieux-Manoir               | Sainte-Croix-sur-Buchy |
|                   | Saint-Germain-des-Essourts | Ernemont-sur-Buchy     |
| Blainville-Crevon | Catenay                    | Boissay                |

### Hydrographie
La commune est située dans le bassin Seine-Normandie. Elle est drainée par le Crevon et divers autres petits cours d'eau,.
Le Crevon, d'une longueur de 16 km, prend sa source dans la commune  et se jette  dans l'Andelle à Vascœuil, après avoir traversé sept communes. 

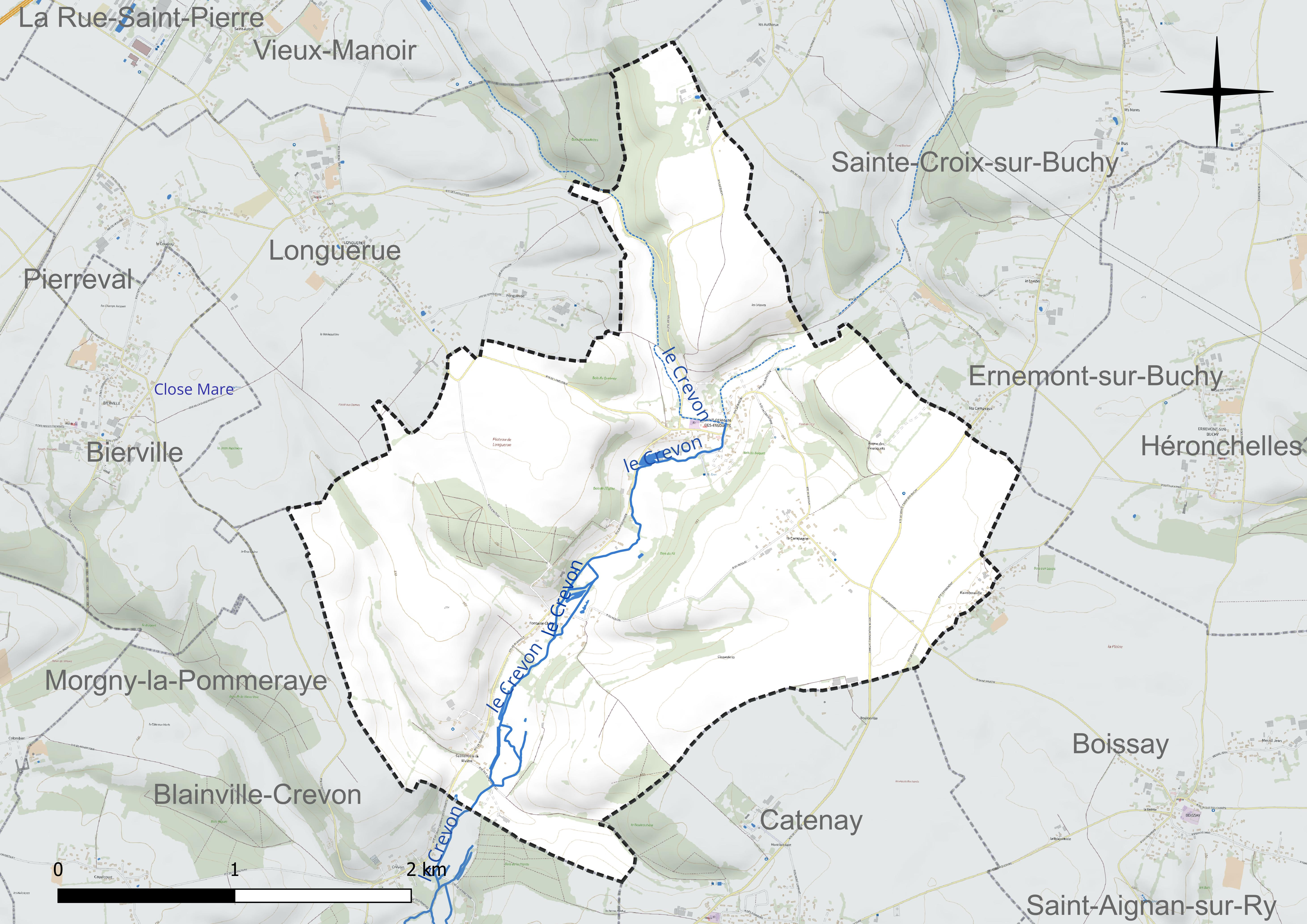
Réseau hydrographique de Saint-Germain-des-Essourts.

### Climat
Pour des articles plus généraux, voir Climat de la Normandie et Climat de la Seine-Maritime.
En 2010, le climat de la commune est de type climat océanique dégradé des plaines du Centre et du Nord, selon une étude du CNRS s'appuyant sur une série de données couvrant la période 1971-2000. En 2020, Météo-France publie une typologie des climats de la France métropolitaine dans laquelle la commune est exposée à un climat océanique et est dans la région climatique  Côtes de la Manche orientale, caractérisée par un faible ensoleillement (1 550 h/an) ; forte humidité de l’air (plus de 20 h/jour avec humidité relative > 80 % en hiver), vents forts fréquents. Parallèlement le GIEC normand, un groupe régional d’experts sur le climat, différencie quant à lui, dans une étude de 2020, trois grands types de climats pour la région Normandie, nuancés à une échelle plus fine par les facteurs géographiques locaux. La commune est, selon ce zonage, exposée à un « climat maritime », correspondant au Pays de Caux, frais, humide et pluvieux, légèrement plus frais que dans le Cotentin.
Pour la période 1971-2000, la température annuelle moyenne est de 10,3 °C, avec une amplitude thermique annuelle de 14,3 °C. Le cumul annuel moyen de précipitations est de 859 mm, avec 13,3 jours de précipitations en janvier et 8,5 jours en juillet. Pour la période 1991-2020, la température moyenne annuelle observée sur la station météorologique la plus proche, située sur la commune de Forges-les-Eaux à 18 km à vol d'oiseau, est de 10,7 °C et le cumul annuel moyen de précipitations est de 860,1 mm,. Pour l'avenir, les paramètres climatiques de la commune estimés pour 2050 selon différents scénarios d’émission de gaz à effet de serre sont consultables sur un site dédié publié par Météo-France en novembre 2022.

## Urbanisme

### Typologie
Au 1er janvier 2024, Saint-Germain-des-Essourts est catégorisée commune rurale à habitat dispersé, selon la nouvelle grille communale de densité à sept niveaux définie par l'Insee en 2022.
Elle est située hors unité urbaine. Par ailleurs la commune fait partie de l'aire d'attraction de Rouen, dont elle est une commune de la couronne,. Cette aire, qui regroupe 317 communes, est catégorisée dans les aires de 200 000 à moins de 700 000 habitants,.

### Occupation des sols
L'occupation des sols de la commune, telle qu'elle ressort de la base de données européenne d’occupation biophysique des sols Corine Land Cover (CLC), est marquée par l'importance des territoires agricoles (87,4 % en 2018), une proportion sensiblement équivalente à celle de 1990 (87,5 %). La répartition détaillée en 2018 est la suivante : 
terres arables (46,5 %), prairies (41 %), forêts (12,6 %). L'évolution de l’occupation des sols de la commune et de ses infrastructures peut être observée sur les différentes représentations cartographiques du territoire : la carte de Cassini (XVIIIe siècle), la carte d'état-major (1820-1866) et les cartes ou photos aériennes de l'IGN pour la période actuelle (1950 à aujourd'hui).

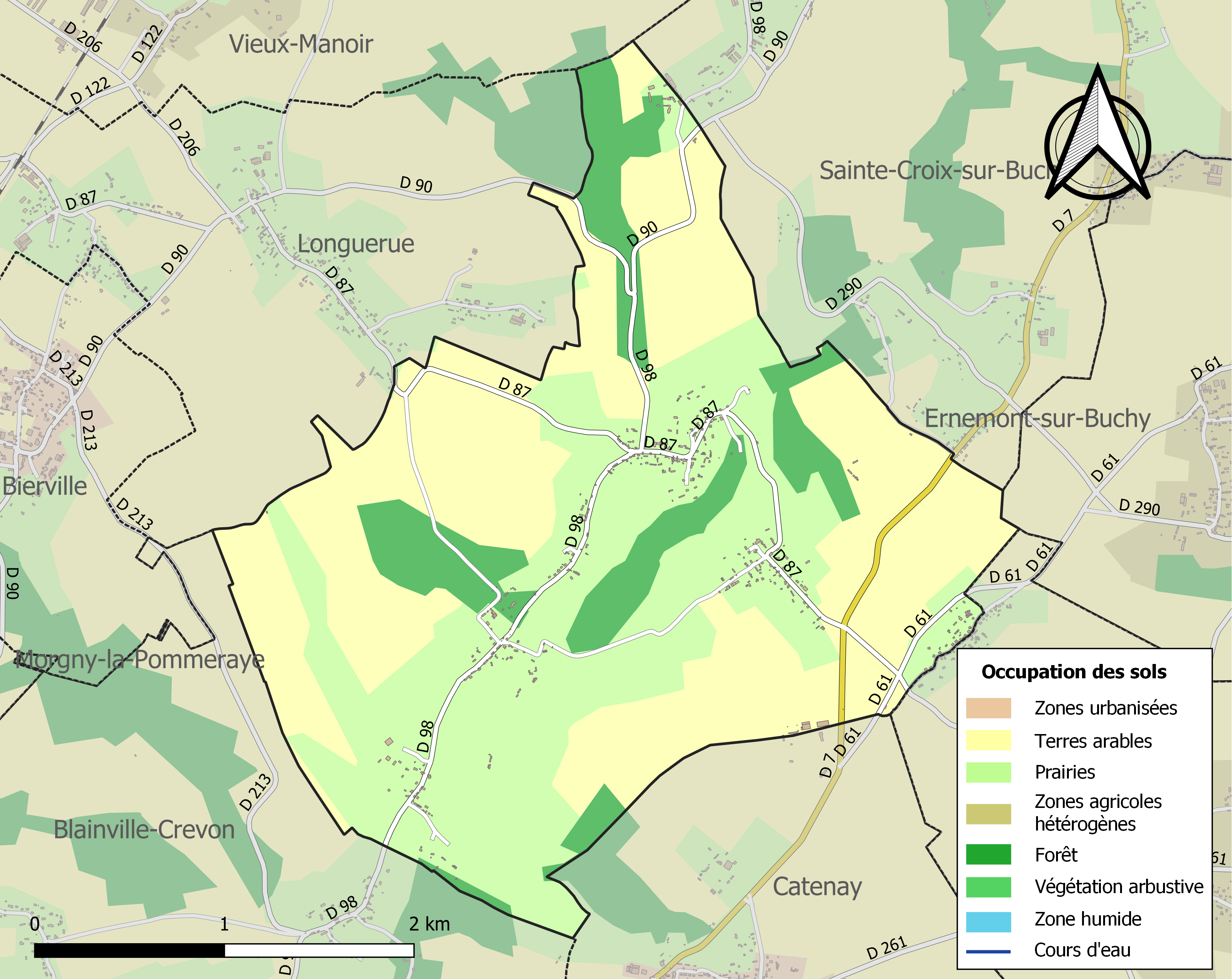
Carte des infrastructures et de l'occupation des sols de la commune en 2018 (CLC).

## Toponymie
Le nom de la localité est attesté sous les formes Ecclesia Sancti Germani de Fontanis vers 1240, Fontes en 1319, Sanctus Germanus de Fontibus en 1337, Ecclesia Sancti Germani des Ersoucis en 1434, Ecclesia sancti Germani de Essourtis (sans date), Paroisse saint Germain des Essours en 1467 et 1501, Ecclesia Sancti Germani des Essours en 1543 et en 1544, Saint Germain des Essourts en 1572, Saint Germain de fontaine en 1648, Saint Germain des Essourds en 1738, Saint Germain des Essourts en  1715, Saint Germain des Sources ou des Essours en  1715, Saint Germain des Essours en 1757, Saint Germain des Essourts en 1788.
L'hagiotoponyme Saint-Germain ferait référence à Germain le Scot.  
Le toponyme se traduirait par *Saint-Germain-des-Sources, essours en vieux français ayant le sens de « source ».
Salmonville-la-Rivière est une ancienne paroisse de la commune, attestée sous la forme Salemunvilla vers 1050 et 1066,.

## Histoire
Le décret du 14 décembre 1789 de l'Assemblée nationale constituante créa 44000 municipalités en France, sur le territoire de chaque paroisse, ville, bourg ou communauté de campagne. La paroisse de Saint-Germain-des-Essourts devint une municipalité. Les paroisses de Fontaine-Châtel et de Salmonville-la-Rivière formèrent une seule municipalité nommée Fontaine-Salmonville. Les premières élections municipales eurent lieu au début de l'année 1790.
Le décret du 10 brumaire an II (31 octobre 1793) de la Convention nationale attribua à toutes les municipalités, qu'elles aient été nommées ville, bourg ou village, le nom de « commune », dans une intention d'égalisation.
En 1800, la commune de Fontaine-Salmonville prit le nom de Fontaine-Châtel.
En 1826, la commune de Fontaine-Châtel fut rattachée à celle de Saint-Germain-des-Essourts.

## Politique et administration
| Période                                  | Période                    | Identité                   | Étiquette | Qualité      |
| ---------------------------------------- | -------------------------- | -------------------------- | --------- | ------------ |
| Les données manquantes sont à compléter. |                            |                            |           |              |
|                                          | 1798                       | Michel Chevalier           |           | Cultivateur  |
| 1798                                     | 1800                       | Nicolas Bibas              |           | Cultivateur  |
| 1800                                     | 1801                       | Michel Chevalier           |           | Cultivateur  |
| 1801                                     | 1808                       | Pierre Renoult             |           | Cultivateur  |
| 1808                                     | 1830                       | François-Xavier Lemarchand |           | Propriétaire |
| 1830                                     | 1831                       | Alexandre Grandin          |           | Cultivateur  |
| 1831                                     | 1848                       | Alexandre Massire          |           | Propriétaire |
| 1848                                     | 1848                       | Denis-Nicolas Luce         |           | Cultivateur  |
| 1848                                     | 1875                       | Édouard Lefebvre           |           | Cultivateur  |
| 1875                                     | 1888                       | Louis Sachet               |           | Meunier      |
| 1888                                     |                            | Jules Roussel              |           | Propriétaire |
| Les données manquantes sont à compléter. |                            |                            |           |              |
| 1995                                     | mai 2020                   | Jean-Michel Duval          |           | Agriculteur  |
| mai 2020,                                | En cours (au 10 août 2020) | Alain Burette              |           |              |

| Période                                  | Période | Identité                               | Étiquette | Qualité      |
| ---------------------------------------- | ------- | -------------------------------------- | --------- | ------------ |
| Les données manquantes sont à compléter. |         |                                        |           |              |
| 1795                                     | 1798    | Jean Dubuc                             |           | Chaussumier  |
| 1798                                     | 1800    | Pierre Lucas                           |           | Cultivateur  |
| 1800                                     | 1826    | Jean-Barthélémy Selles de Boscherville |           | Propriétaire |

## Démographie
L'évolution du nombre d'habitants est connue à travers les recensements de la population effectués dans la commune depuis 1793. Pour les communes de moins de 10 000 habitants, une enquête de recensement portant sur toute la population est réalisée tous les cinq ans, les populations de référence des années intermédiaires étant quant à elles estimées par interpolation ou extrapolation. Pour la commune, le premier recensement exhaustif entrant dans le cadre du nouveau dispositif a été réalisé en 2005.

En 2022, la commune comptait 377 habitants, en évolution de −6,91 % par rapport à 2016 (Seine-Maritime : +0,35 %, France hors Mayotte : +2,11 %).
| 1793 | 1800 | 1806 | 1821 | 1831 | 1836 | 1841 | 1846 | 1851 |
| ---- | ---- | ---- | ---- | ---- | ---- | ---- | ---- | ---- |
| 205  | 280  | 222  | 218  | 365  | 339  | 332  | 350  | 326  |

| 1856 | 1861 | 1866 | 1872 | 1876 | 1881 | 1886 | 1891 | 1896 |
| ---- | ---- | ---- | ---- | ---- | ---- | ---- | ---- | ---- |
| 324  | 325  | 302  | 290  | 288  | 313  | 285  | 298  | 294  |

| 1901 | 1906 | 1911 | 1921 | 1926 | 1931 | 1936 | 1946 | 1954 |
| ---- | ---- | ---- | ---- | ---- | ---- | ---- | ---- | ---- |
| 271  | 267  | 272  | 272  | 282  | 258  | 258  | 264  | 266  |

| 1962 | 1968 | 1975 | 1982 | 1990 | 1999 | 2005 | 2006 | 2010 |
| ---- | ---- | ---- | ---- | ---- | ---- | ---- | ---- | ---- |
| 260  | 245  | 247  | 247  | 329  | 352  | 372  | 361  | 404  |

| 2015 | 2020 | 2022 | - | - | - | - | - | - |
| ---- | ---- | ---- | - | - | - | - | - | - |
| 404  | 383  | 377  | - | - | - | - | - | - |

## Culture locale et patrimoine

### Lieux et monuments
- Église Saint-Germain.
- Chapelle Sainte-Austreberthe (Fontaine-Châtel).
- Croix de cimetière de Saint-Germain-des-Essourts.

### Personnalités liées à la commune
- Georges Lejaulne (1732-?), homme politique né à Fontaine-Châtel, député de la Seine-Inférieure au Conseil des Cinq-Cents de 1797 à 1799.
- Napoléon Victor Marcadé (1810-1854), jurisconsulte.

## Pour approfondir